# モノマー
モノマー（英: monomer）とは、重合を行う際の基質のこと。単量体ともいう。モノマーが多数結合した高分子のことをポリマー（重合体、英: polymer、ポリは「たくさん」の意）と呼ぶのに対して、1を表すギリシャ語の接頭辞であるモノからモノマーと呼ぶ。
モノマー同士がつながった重合度の高い分子が重合体であるが、そのうち分子二つつながったものを、二量体またはダイマー（dimer）、三つつながったものを、三量体またはトリマー、トライマー（trimer）、四つつながったものをテトラマー（tetramer）と呼ぶ。また、十数分子程度までの比較的重合度の低い重合体をオリゴマー（oligomer）と呼ぶことがある。

## 例
- ポリエチレンに対するエチレン（モノマー）
- ポリスチレンに対するスチレン（モノマー）
- ポリプロピレンに対するプロピレン（モノマー）
- ポリ塩化ビニルに対する塩化ビニル（モノマー）
- ポリアクリルアミドに対するアクリルアミド（モノマー）
- ポリエチレンテレフタラート (PET) に対するエチレングリコールおよびテレフタル酸